# Gallicola barnesae
Gallicola barnesae è una specie di batterio appartenente alla famiglia delle Peptostreptococcaceae.